# Ralph W. Gerard
Ralph Waldo Gerard (Harvey, 7 ottobre 1900 – Newport Beach, 17 febbraio 1974) è stato uno scienziato, neurofisiologo, esperto in scienze comportamentali e in teoria generale dei sistemi statunitense, noto per i suoi studi approfonditi sul sistema nervoso, il metabolismo dei nervi, la psicofarmacologia e le basi biologiche della schizofrenia.

## Biografia

### Primi anni e formazione
Gerard nacque a Harvey, Illinois. Era nipote del rabbino Yaakov Gesundheit e cugino dell'investitore Benjamin Graham. Gerard era un intellettuale non comune e fu incoraggiato negli studi scientifici dal padre Maurice Gerard, che aveva conseguito una laurea in ingegneria in Inghilterra, per poi trasferirsi in America per lavorare come consulente ingegnere. Maurice incoraggiò Ralph nello studio della matematica e degli scacchi. Da adolescente, Ralph batté il campione americano di scacchi giocando partite simultanee a Chicago. Completò la scuola superiore in due anni e all'età di quindici anni entrò all'Università di Chicago. Ralph era membro della confraternita Pi Lambda Phi.

### Specializzazioni
A Chicago Gerard studiò chimica e fisiologia. In chimica fu influenzato da Julius Stieglitz, mentre in fisiologia e neurofisiologia da Anton Carlson e Ralph Lillie. Conseguì la laurea B.S. nel 1919 e il dottorato in fisiologia nel 1921 presso l'Università di Chicago. Poco dopo sposò la psichiatra Margaret Wilson, che aveva appena completato il dottorato in neuroanatomia. Lei divenne un'eccezionale professionista nel campo della psichiatria infantile fino alla sua morte, avvenuta nel 1954. Gerard iniziò come professore di fisiologia presso l'Università del South Dakota, ma tornò al Rush Medical College per completare la sua formazione medica, conseguendo la laurea in medicina nel 1925. Successivamente si recò in Europa con una borsa di studio del National Research Council per due anni per lavorare nel campo della biofisica e della biochimica con Archibald Vivian Hill a Londra e Otto Fritz Meyerhof a Kiel.

### Carriera
Nel 1928 tornò all'Università di Chicago, dove lavorò nel Dipartimento di Fisiologia fino al 1952. Per due anni fu professore di neurofisiologia e fisiologia presso la Facoltà di Medicina dell'Università dell'Illinois. Durante la seconda guerra mondiale fu distaccato per svolgere ricerche segrete presso l'Edgewood Arsenal.
Nel 1954 Gerard fu membro del Center for Advanced Study in the Behavioral Sciences di Stanford, in California. Nel gennaio 1955 sposò Leona Bachrach Chalkley, che conosceva dai tempi del liceo. Si trasferirono all'Università del Michigan ad Ann Arbor, dove contribuì a fondare il Mental Health Research Institute. Negli anni successivi, l'istituto crebbe fino a diventare uno dei centri di ricerca comportamentale e psichiatrica più importanti della nazione.
Nell'ultima fase della sua carriera attiva si concentrò sull'istruzione. Contribuì all'organizzazione del nuovo campus di Irvine dell'Università della California e divenne il primo decano della sua divisione post-laurea fino al suo pensionamento nel 1970. Anche in questa fase Gerard non abbandonò il suo amore per le neuroscienze; avviò le attività, sotto l'egida della Accademia nazionale delle scienze, che portarono alla fondazione della Society for Neuroscience, che riscosse un grande successo. Fu nominato presidente onorario di questa società. All'età di settant'anni si ritirò, dedicando da allora il suo tempo agli interessi civici.

## Onorificenze
Gerard ha ricevuto numerosi riconoscimenti, tra cui una medaglia dall'Università Carlo IV di Praga, l'Ordine del Leone Bianco (4ª classe) della Cecoslovacchia, la nomina a membro onorario dell'American Psychiatric Association e della Pan Hellenic Medical Association, è stato membro dell'American Academy of Arts and Sciences e della Accademia nazionale delle scienze; ha conseguito un dottorato in scienze presso l'Università del Maryland - College Park nel 1952 e una laurea honoris causa in medicina presso l'Università di Leida nel 1962, in occasione del XXII Congresso Internazionale di Scienze Fisiologiche.
Il Premio Ralph W. Gerard per le Neuroscienze viene assegnato a uno scienziato di spicco che ha dato un contributo significativo alle neuroscienze nel corso della sua carriera.

## Opere
Gerard ha scritto circa 500 articoli scientifici e nove libri, indagando la biologia del linguaggio, l'etica, la biologia e l'evoluzione culturale, l'istruzione e l'impatto della scienza sulle politiche pubbliche. Tra i suoi nove libri figurano:
- Unresting Cells (1940)
- Body Functions (1941)
- Methods in Medical Research (1950)
- Food For Life (1952)
- Mirror to Physiology (1958)
- Psychopharmacology: the Problem of Evaluation (con Cole) (1959)

### Articoli
È autore di numerosi articoli di ricerca e recensioni, tra cui:
- (EN) R.W. Gerard, Hill Zotterman e Y. Zotterman, The effect of frequency of simulations on the heat production of the nerve, in J. Physiol., vol. 63, 1927,  pp. 130–43.
- (EN) R.W. Gerard e Otto Meyerhoff, Studies on nerve metabolism. III. Chemismus and intermediarprozess, in Biochem. Z., vol. 191, 1927,  pp. 125–46.
- (EN) E.G. Holmes & R.W. Gerard, Studies on nerve metabolism: Carbohydrate metabolism of resting mammalian nerve, in Biochem J., vol. 23, 1929,  pp. 738–47.
- (EN) G. Ling e R.W. Gerard, The normal membrane potential of frog sartorius fibers, in J. Cell. Comp. Physiol., vol. 34, 1949,  pp. 383–96.
- (EN) L.G. Abood, R.W. Gerard, J. Banks e R.D. Tschirgi, Substrate and enzyme distribution in cells and cell fractions of the nervous system, in Am. J. Physiol., vol. 168, 1952,  pp. 728–38.
- (EN) L.G. Abood, R.W. Gerard e S. Ochs, Electrical stimulation of metabolism of homogenates and particulates, in Am. J. Physiol. 171, vol. 171, 1952,  pp. 134–9.
- (EN) R.W. Gerard, By-ways of the investigator: thoughts on becoming an elder statesman. Past president's address, in Am. J. Physiol 171, vol. 171, 1952,  pp. 695-703.
- (EN) R.W. Gerard, Prefatory chapter: the organization of science, in Annu. Rev. Physiol., vol. 14, 1952,  pp. 1–12.
- (EN) R.W. Gerard, Central excitation and inhibition, a cura di Heinz von Foerster e Margaret Mead, collana Cybernetics, New York, Joshiah Macy Jr. Foundations, 1953,  pp. 127–50.
- (EN) H.P. Jenerick e R.W. Gerard, Membrane potential and threshold of single muscle fibers, in J. Cell. Comp. Physiol, vol. 42, 1953,  pp. 79–102.
- (EN) Gerard, R.W., Clyde Kluckhohn, Anatol Rapoport, Biological and cultural evolution: Some analogies and explorations, in Behavioral Science, vol. 1, 1953,  pp. 6–34.
- (EN) R.W. Gerard, International physiology, in Physiologist 6, vol. 6, 1963,  pp. 332–334.